# Багачевська міська рада
Багачевська міська́ ра́да — орган місцевого самоврядування в Черкаській області. Адміністративний центр — місто обласного значення Багачеве.

## Загальні відомості
- Ватутінська міська рада утворена 19 квітня 1949 року.
- Територія ради: 10,89 км²
- Населення ради: 20 845 осіб (станом на 2001 рік)
- Територією ради протікає річка Шполка.
- Рішенням ради, Ватутінська міська рада була перейменована у Багачевську міську раду 17 жовтня 2024 року[1].

## Населені пункти
Міській раді підпорядковані населені пункти:
- м. Багачеве
- с. Скаливатка

## Склад ради
Рада складається з 26 депутатів та голови.
- Голова ради: Лисюк Олександр Борисович
- Секретар ради: Бабюк Сергій Вячеславович

### Керівний склад попередніх скликань
| ПІБ                             | Основні відомості                                                       | Дата обрання | Дата звільнення |
| ------------------------------- | ----------------------------------------------------------------------- | ------------ | --------------- |
| Васільєв                        |                                                                         |              |                 |
| Олійниченко                     |                                                                         |              |                 |
| Руденко Василь Григорович       |                                                                         |              |                 |
| Денисюк Андрій Миколайович      |                                                                         | 1998         | 2002            |
| Руденко Василь Григорович       |                                                                         | 2002         | 2006            |
| Гончаренко Василь Олександрович | Міський голова, 1955 року народження, освіта вища, безпартійний         | 26.03.2006   | 31.10.2010      |
| Гончаренко Василь Олександрович | Міський голова, 1955 року народження, освіта вища, член Партії регіонів | 31.10.2010   |                 |

Примітка: таблиця складена за даними джерела

### Депутати
За результатами місцевих виборів 2010 року депутатами ради стали:

#### За суб'єктами висування
| Суб'єкт висування                                       | Кількість обраних депутатів | %    |
| ------------------------------------------------------- | --------------------------- | ---- |
| Політична партія Всеукраїнське об'єднання «Батьківщина» | 11                          | 36,7 |
| Партія регіонів                                         | 10                          | 33,3 |
| Соціально-екологічна партія «Союз. Чорнобиль. Україна.» | 6                           | 20   |
| Комуністична партія України                             | 3                           | 10   |

#### За округами
| № округу                                                | Прізвище, ім'я, по батькові    | Дата визнання обраним | Освіта                    | Партійна приналежність                                        | Відомості про обраного депутата                                                              |
| ------------------------------------------------------- | ------------------------------ | --------------------- | ------------------------- | ------------------------------------------------------------- | -------------------------------------------------------------------------------------------- |
| Комуністична партія України                             |                                |                       |                           |                                                               |                                                                                              |
| б/м                                                     | Бєлозьоров Вячеслав Ілліч      | 05.11.2010            | Освіта вища               | член Комуністичної партії України                             | Перший секретар МК                                                                           |
| б/м                                                     | Сіренко Павло Вікторович       | 05.11.2010            | Освіта вища               | член Комуністичної партії України                             | приватний підприємець                                                                        |
| б/м                                                     | Глущенко Михайло Миколайович   | 05.11.2010            | Освіта середня            | член Комуністичної партії України                             | ДП «Тепловик», електрослюсар                                                                 |
| Партія регіонів                                         |                                |                       |                           |                                                               |                                                                                              |
| б/м                                                     | Басюра Алла Костянтинівна      | 05.11.2010            | Освіта вища               | член Партії регіонів                                          | Ватутінська міська організація Партії регіонів, голова                                       |
| б/м                                                     | Чорновіл Володимир Іванович    | 05.11.2010            | Освіта вища               | член Партії регіонів                                          | приватний підприємець                                                                        |
| б/м                                                     | Климчук Олександр Іванович     | 05.11.2010            | Освіта вища               | член Партії регіонів                                          | Приватне підприємство «Будсервіс», директор                                                  |
| б/м                                                     | Когут Василь Васильович        | 05.11.2010            | Освіта середня спеціальна | член Партії регіонів                                          | приватний підприємець                                                                        |
| б/м                                                     | Хроменко Сергій Станіславович  | 05.11.2010            | Освіта вища               | член Партії регіонів                                          | приватний підприємець                                                                        |
| б/м                                                     | Каргалик Максим Євгенійович    | 05.11.2010            | Освіта вища               | член Партії регіонів                                          | приватний підприємець                                                                        |
| 2                                                       | Ошуркова Тетяна Петрівна       | 27.12.2010            | Освіта вища               | член Партії регіонів                                          | приватний підприємець                                                                        |
| 3                                                       | Мамайсуров Юрій Васильович     | 27.12.2010            | Освіта незакінчена вища   | член Партії регіонів                                          | фізична особа-підприємець                                                                    |
| 10                                                      | Слинько Андрій Володимирович   | 05.11.2010            | Освіта вища               | член Партії регіонів                                          | Єрківський щебзавод, начальник                                                               |
| 14                                                      | Притула Наталія Валеріївна     | 05.11.2010            | Освіта вища               | член Партії регіонів                                          | фізична особа-підприємець                                                                    |
| Політична партія Всеукраїнське об'єднання «Батьківщина» |                                |                       |                           |                                                               |                                                                                              |
| б/м                                                     | Грушева Лариса Адамівна        | 05.11.2010            | Освіта вища               | член Всеукраїнського об'єднання «Батьківщина»                 | Товариство Червоного Хреста, головний спеціаліст                                             |
| б/м                                                     | Жежерун Григорій Петрович      | 05.11.2010            | Освіта вища               | член Всеукраїнського об'єднання «Батьківщина»                 | приватний підприємець                                                                        |
| б/м                                                     | Руденко Любов Миколаївна       | 05.11.2010            | Освіта вища               | член Всеукраїнського об'єднання «Батьківщина»                 | Ватутінська міська аптека № 55, бухгалтер                                                    |
| б/м                                                     | Лєдок Андрій Григорович        | 05.11.2010            | Освіта вища               | член Всеукраїнського об'єднання «Батьківщина»                 | приватний підприємець, директор магазину                                                     |
| 5                                                       | Ганчева Лариса Анатоліївна     | 05.11.2010            | Освіта вища               | член Всеукраїнського об'єднання «Батьківщина»                 | Міська дирекція кіновідеомереж, директор                                                     |
| 6                                                       | Храмцова Людмила Олексіївна    | 05.11.2010            | Освіта вища               | член Всеукраїнського об'єднання «Батьківщина»                 | Ватутінська міська санепідемстанція, бухгалтер                                               |
| 7                                                       | Підцерковний Євгеній Іванович  | 05.11.2010            | Освіта вища               | член Всеукраїнського об'єднання «Батьківщина»                 | фізична особа-підприємець                                                                    |
| 9                                                       | Тростянська Ганна Василівна    | 05.11.2010            | Освіта вища               | позапартійна                                                  | Ватутінська міська незалежна спілка підприємців, голова спілки                               |
| 11                                                      | Клєпач Анна Анатоліївна        | 05.11.2010            | Освіта вища               | член Всеукраїнського об'єднання «Батьківщина»                 | Ватутінське міське управління праці, соціальний працівник                                    |
| 12                                                      | Гончаренко Валентина Василівна | 05.11.2010            | Освіта вища               | член Всеукраїнського об'єднання «Батьківщина»                 | Ватутінська міська санепідемстанція, помічник лікаря-гігієніста                              |
| 13                                                      | Бебік Тетяна Іванівна          | 05.11.2010            | Освіта вища               | член Всеукраїнського об'єднання «Батьківщина»                 | фізична особа-підприємець                                                                    |
| Соціально-екологічна партія «Союз. Чорнобиль. Україна.» |                                |                       |                           |                                                               |                                                                                              |
| б/м                                                     | Солошенко Валерій Касянович    | 05.11.2010            | Освіта вища               | позапартійний                                                 | ВП «Шполянський хлібзавод», директор                                                         |
| б/м                                                     | Панзюк Михайло Степанович      | 05.11.2010            | Освіта вища               | позапартійний                                                 | Ватутінський міський Палац культури, керівник самодіяльного аматорського колективу «Угольок» |
| 1                                                       | Нероденко Василь Миколайович   | 05.11.2010            | Освіта вища               | член Соціально-екологічної партії «Союз. Чорнобиль. Україна.» | пенсіонер                                                                                    |
| 4                                                       | Улитич Микола Володимирович    | 05.11.2010            | Освіта вища               | член Соціально-екологічної партії «Союз. Чорнобиль. Україна.» | ПАТ"Ватутінський комбінат вогнетривів", начальник гірничого відділу                          |
| 8                                                       | Ткаченко Володимир Іванович    | 05.11.2010            | Освіта вища               | член Соціально-екологічної партії «Союз. Чорнобиль. Україна.» | Ватутінська міська станція юних техніків, методист                                           |
| 15                                                      | Бутенко Анатолій Васильович    | 05.11.2010            | Освіта вища               | позапартійний                                                 | тимчасово не працює                                                                          |